# Лазарчук, Андрей Андреевич
Андре́й Андре́евич Лазарчу́к (укр. Андрій Андрійович Лазарчук; 27 мая 1982 — 12 марта 2023) — украинский футболист, вратарь.

## Биография

### Клубная карьера
В ДЮФЛ выступал за криворожский «Кривбасс». В 1999 году попал в «Кривбасс-2», клуб выступал во Второй лиге. 28 октября 2000 года дебютировал в чемпионате Украины в матче против запорожского «Металлурга» (2:2), Лазарчук вышел на 50 минуте вместо Сергея Правкина. Всего за «Кривбасс» в чемпионате Украины провёл 8 матчей. Зимой 2002 года перешёл в донецкий «Шахтёр», но выступал за «Шахтёр-3», «Шахтёр-2» и дубль. Весной 2006 года перешёл в харьковский «Гелиос» на правах свободного агента, подписав двухлетний контракт. Также побывал на просмотре в киевском «Арсенале» и днепродзержинской «Стали». В «Гелиосе» не смог закрепиться.
Зимой 2008 года перешёл в симферопольский «ИгроСервис». Зимой 2009 года покинул «ИгроСервис».

### Карьера в сборной
В составе юношеской сборной Украины до 19 лет принял участие в чемпионате Европы 2001 в Финляндии. Лазарчук сыграл 2 матча и пропустил 3 гола. В группе Украина заняла 3 месте и не прошла дальше, уступив Югославии и Чехии и обогнав хозяйку чемпионата Финляндию.

### Тренерская карьера
В январе 2021 года назначен на должность тренера вратарей МФК «Николаев» в штабе Ильи Близнюка.
Скончался 12 марта 2023 года на 40-м году жизни.